# Fawlty Towers
Fawlty Towers è una sit-com britannica trasmessa negli anni settanta dal canale televisivo BBC Two e andata in onda in Italia sul canale satellitare Jimmy.
Nonostante la sua breve vita (dodici episodi), è stata una delle sit-com più influenti della storia della televisione, di cui le eco possono essere ritrovate in altre serie di successo, come ad esempio Cin cin.
È ambientato in un albergo fittizio chiamato Fawlty Towers, che si trova nella cittadina balneare di Torquay nella contea del Devon, sulla riviera inglese. John Cleese, che interpreta il principale personaggio della serie, prese lo spunto per il soggetto proprio dal soggiorno in un hotel di questa cittadina.
La serie fu scritta dallo stesso John Cleese assieme a Connie Booth, entrambi anche attori negli episodi. La prima stagione fu prodotta e diretta nel 1975 da John Howard Davies; la seconda è del 1979 e fu prodotta da Douglas Argent e diretta da Bob Spiers.
In una lista dei 100 migliori programmi televisivi britannici (BFI TV 100), stilata dal British Film Institute nel 2000, la serie Fawlty Towers ha ottenuto il primo posto.

## Trama
La serie è incentrata sulle gesta e sulle disavventure dell'albergatore Basil Fawlty, di sua moglie Sybil e dei loro dipendenti: il cameriere Manuel, la cameriera Polly, e (nella seconda stagione) del cuoco Terry. La tipica trama degli episodi si sviluppa seguendo gli sforzi di Basil nel tentativo di "alzare il tono" del suo albergo e la sua crescente frustrazione nel vedere le sue iniziative intralciate da un susseguirsi di complicazioni ed equivoci, che coinvolgono sia la sua vita che quella altrui.

## Personaggi

### Personaggi principali
- Basil Fawlty (John Cleese): uno snob e misantropo che fa di tutto per appartenere a una classe sociale superiore. Egli vede la gestione dell'albergo come un mezzo per raggiungere tale obiettivo ("trasformarlo in un istituto di..."), ma il suo lavoro lo costringe ad essere gradevole verso le persone che odia.
- Sybil Fawlty (Prunella Scales): è la moglie di Basil. È più capace del marito nella gestione dell'albergo; inoltre spesso deve fare in modo che egli sia impegnato in mansioni diverse e non sia così d'intralcio quando lei si occupa di clienti difficili.
- Polly Sherman (Connie Booth): è la cameriera dell'albergo, anche se a volte sembra che sia costretta a fare molti altri lavori dell'albergo. È spesso la "voce del buon senso" durante i momenti caotici in albergo, ma è spesso coinvolta in ridicole mascherate.
- Manuel (Andrew Sachs): è il cameriere dell'albergo, di origini spagnole. Ha seri problemi di comprensione dell'inglese ed è per questo verbalmente e fisicamente vessato dal suo capo. Il personaggio di Manuel è stato spesso usato per dimostrare la mancanza istintiva di sensibilità di Basil.

### Personaggi secondari
- Terry (Brian Hall): è il cuoco dell'albergo. I metodi di cottura di Terry sono ugualmente un po' casuali, che frustrano a volte le preoccupazioni del povero Basil. Appare solo nella seconda stagione.
- Maggiore Gowen (Ballard Berkeley): è un vecchio soldato che detiene la residenza permanente nell'albergo. È uno dei pochi ospiti che piacciono a Basil.
- Miss Tibbs & Miss Gatsby (Gilly Flower e Renee Roberts): sono altri due residenti permanenti dell'albergo.
- Audrey (Christine Shaw): un personaggio che nella serie non compare. È la migliore amica di Sibyl. Appare in un solo episodio.
- The Paperboy: sebbene è visto raramente, è un personaggio significativo, in quanto egli si rivela il burlone che riorganizza le lettere del titolo "Fawlty Towers":
  - Episodio 7: "Fawlty Towers" (con la "L" al contrario).
  - Episodio 8: "Watery Fowls"
  - Episodio 9: "Flay Otters"
  - Episodio 10: "Fatty Owls"
  - Episodio 11: "Flowery Twats"
  - Episodio 12: "Farty Towels"

## Produzione
Sebbene ambientata in quella che nel mondo britannico è conosciuta come la "English riviera", nella realtà per la registrazione della maggior parte delle scene principali fu scelto il Wooburn Grange Country Club a Wooburn nel Buckinghamshire, mentre altre si svolsero nel quartiere londinese di Harrow.
Il primo episodio fu registrato il 24 dicembre 1974, mentre quelli successivi della prima serie nei mesi seguenti. La Booth fu a lungo restia nel voler registrare una seconda serie, per questo essa venne registrata e trasmessa solo oltre tre anni dopo.
Il successo della sit-com è stato attribuito dai suoi stessi autori all'attenzione maniacale nella redazione delle sceneggiature e dei dialoghi delle scene: Cleese notò che per produrre anche solo un minuto di filmato arrivò a impiegare anche più di un'ora di tempo spesa nel montaggio.
La serie ebbe un enorme successo e a fine anni '70 la serie fu data in licenza a 45 reti televisive di 17 paesi differenti. In Spagna all'inizio non ebbe successo a causa dell'origine spagnola del cameriere Manuel, ma trasformandolo in un cameriere di origine italiana le cose cambiarono.
In Italia è andato in onda con il titolo di Basil & Sybil su Rai 2 nel marzo del 1983.

## Episodi
| Stagione         | Episodi | Prima TV originale | Prima TV Italia |
| ---------------- | ------- | ------------------ | --------------- |
| Prima stagione   | 6       | 1975               | 1983            |
| Seconda stagione | 6       | 1979               | 1983            |

## Remake
Tre remake sono stati realizzati per il mercato statunitense. 
- Snavely o Chateau Snavely, è stato prodotto dalla ABC nel 1978, ma ne è stato realizzato solamente il pilota e la serie non è mai decollata.
- Amanda, conosciuta anche come Amanda's by the Sea, è stato anch'essa prodotto dalla ABC nel 1983 in una sola stagione.
- Payne, prodotta per la CBS nel 1999. Ne sono stati realizzati 9 episodi, di cui ne sono stati trasmessi solo 8.

Al febbraio 2023 Cleese ha annunciato che sta producendo un sequel della serie principale, con lui stesso e sua figlia Camilla.